# Bioparco di Roma
Il Bioparco, noto storicamente come Giardino zoologico, è il giardino zoologico di Roma situato nella porzione settentrionale di villa Borghese e gestito dall'omonima fondazione controllata da Roma Capitale.
Si tratta del più antico giardino zoologico d'Italia ed ospita circa 1 200 animali di circa 150 specie diverse tra mammiferi, rettili e uccelli su una superficie complessiva di circa 155480 m2.
Nel 2022 sono stati registrati 552 468 visitatori.

## Storia

### I primi anni
Nel 1907 la giunta comunale di Roma deliberò la creazione di un giardino zoologico all'interno di villa Umberto I, nome col quale era divenuta nota temporaneamente villa Borghese. A tale scopo fu costituita nel 1909 la Società anonima italiana per l'impianto e l'esercizio del Giardino Zoologico di Roma, presieduta prima dal barone Giorgio Sonnino e poi dal principe Francesco Chigi, a cui fu quindi concessa un'area incolta compresa tra via delle Tre Madonne e i terreni di villa Taverna; tale società, che aveva un capitale sociale di un milione di lire, si era assicurata la collaborazione di Carl Hagenbeck, noto mercante e addestratore di animali esotici tedesco salito alla ribalta con l'inaugurazione dell'innovativo Tierpark di Amburgo, che aveva rivoluzionato la concezione di giardino zoologico con recinti senza sbarre e richiamanti gli habitat naturali degli animali. Secondo il contratto stipulato l'8 maggio 1909 tra l'amministrazione comunale e la società privata quest'ultima avrebbe avuto in uso i terreni per i successivi 45 anni, al termine dei quali il comune avrebbe assunto la proprietà degli impianti sopra realizzati, riservandosi la possibilità di acquistare anche gli animali e con la facoltà per il comune di riscattare il tutto dopo i primi 20 anni. La decisione di concedere una porzione della villa ad una società privata diede adito a diverse polemiche.

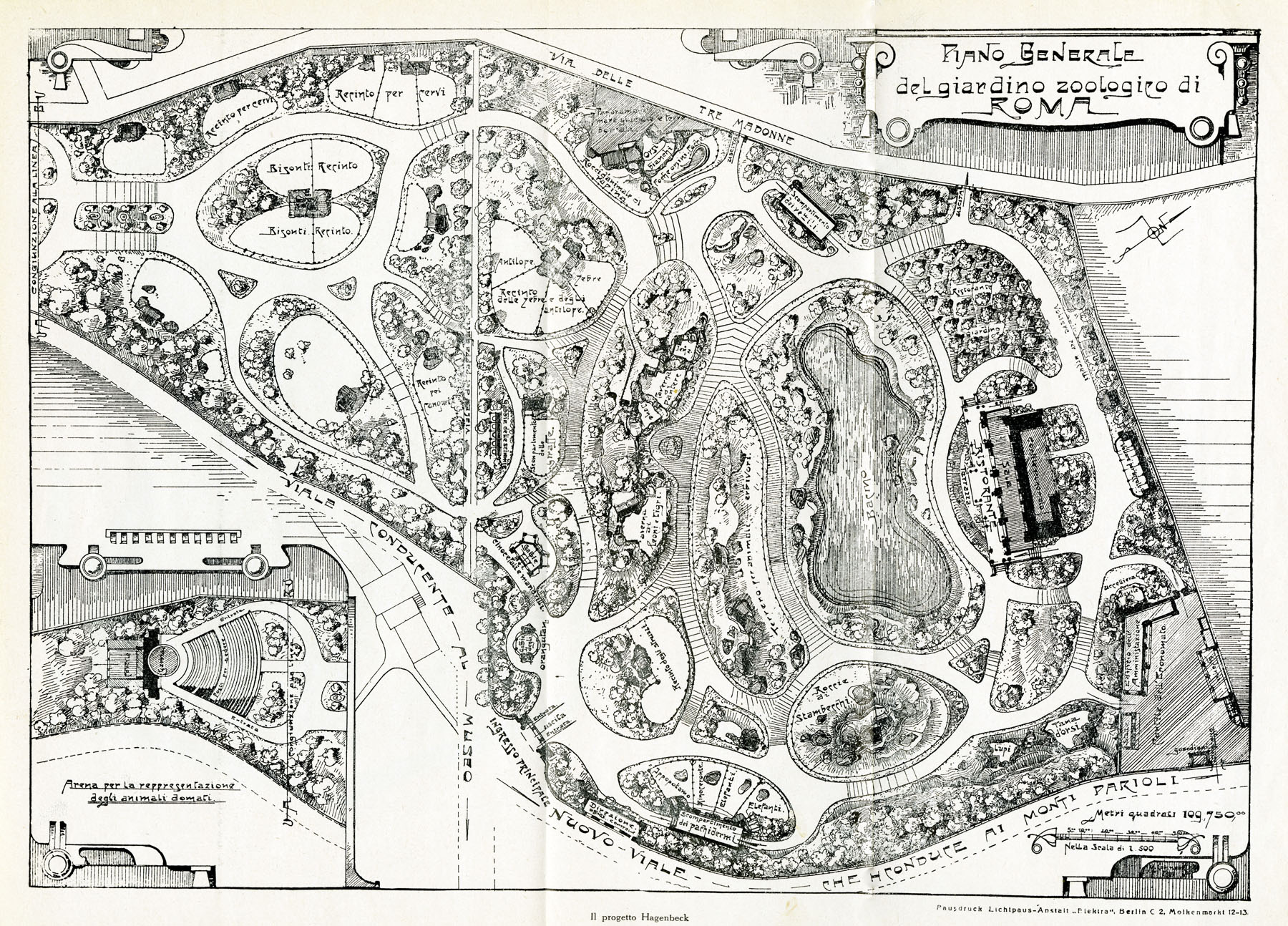
Il progetto originale di Hagenbeck 1909

Il 12 novembre 1908 presso l'Hotel Excelsior Hagenbeck presentò il suo progetto per il giardino zoologico, con una superficie di circa 12 ettari e che comprendeva un ampio ristorante. La progettazione degli ambienti interni dei recinti fu affidata a due collaboratori di Hagenbeck: Moritz Lehmann per gli aspetti decorativi ed Ernest Eggenschwiler per la costruzione degli elementi rocciosi, mentre il progetto delle aree verdi fu affidato all'architetto Giuseppe Roda. L'ingresso monumentale al parco fu invece progettato da Giulio Barluzzi con la collaborazione di Armando Brasini per gli elementi decorativi.

I lavori per la realizzazione iniziarono il 10 maggio 1909 e terminarono il 10 ottobre 1910, con un costo complessivo pari a 1 477 147,90 lire, sebbene una prima apertura si ebbe il 28 settembre 1910 per i soli giornalisti. Il 1º novembre successivo giunse alla stazione di Roma Termini il treno che, dopo otto giorni di viaggio, portò da Amburgo un migliaio di animali esotici selezionati da Hagenbeck per il giardino zoologico e nel corso della giornata del 2 novembre gli animali furono portati al giardino zoologico, attirando l'attenzione di numerosi cittadini.

Carl Hagenbeck al centro descrive l'andamento dei lavori dello Zoo al sindaco Ernesto Nathan, alla sua destra 1909

Nel mese di dicembre il giardino zoologico fu visitato da re Vittorio Emanuele III e dalla regina Elena accompagnati dai figli mentre l'inaugurazione ufficiale dello zoo si ebbe il 5 gennaio 1911 alla presenza del sindaco Ernesto Nathan, del presidente della Società anonima per il Giardino Zoologico Francesco Chigi e del deputato Vito Luciani. Il primo direttore della struttura fu lo zoologo svizzero Theodor Knottnerus-Meyer. Il giardino zoologico riscosse un discreto successo in termini di visitatori, vista anche la concomitanza con l'Esposizione nazionale italiana in occasione del cinquantenario dell'Unità d'Italia, e vista l'assenza di mezzi di trasporto adeguati, nel 1913 l'Azienda Tranviaria Municipale istituì un'apposita linea tranviaria di collegamento con capolinea in via Gregorio Allegri e in viale del Giardino Zoologico.

Le difficoltà economiche, causate soprattutto dal lievitare dei costi per la realizzazione del complesso e aggravate dalla guerra italo-turca in Libia e poi dalla prima guerra mondiale, portarono al fallimento della Società italiana del Giardino Zoologico di Roma nel 1915. Nel novembre 1917 il sindaco di Roma Prospero Colonna deliberò che il comune assumesse la gestione diretta del giardino zoologico, deliberando inoltre nel 1919 l'intenzione di affidarla ad un'apposita azienda municipalizzata; la costituzione di tale azienda fu più volte rimandata, poiché in base alla legge sulle municipalizzazioni era necessaria la validazione attraverso un referendum popolare. Con lo scioglimento degli organi elettivi comunali il Regio commissario di Roma (poi governatore) Filippo Cremonesi affidò la gestioen del giardino zoologico ad un delegato di fiducia, il barone Alberto Fassini, che fu poi posto a capo dell'Azienda Autonoma Giardino Zoologico Comunale, istituita il 24 febbraio 1925.

La direzione e il personale nel 1935

Sotto il mandato del governatore Francesco Boncompagni Ludovisi fu nominato alla guida dell'azienda speciale Guido Suardi, che portò avanti una complessiva opera di restyling e ampliamento per circa cinque ettari del giardino zoologico, con nuovi ambienti progettati dall'architetto Raffaele De Vico; l'inaugurazione dei nuovi ambienti si ebbe il 19 maggio 1935. Contestualmente il ristorante, che era stato chiuso dopo l'assunzione della gestione dello zoo da parte del comune, fu inaugurato nel 1932 come sede del Museo civico di zoologia su impulso di Suardi e in convenzione con l'Università di Roma, che cedette le sue collezioni zoologiche; nel 1935 si aggiunse anche il Museo coloniale italiano, trasferito in tale sede dal palazzo della Consulta (allora sede del Ministero delle colonie). Nel 1937 l'azienda speciale fu dismessa e il giardino zoologico tornò ad essere gestito come servizio in economia.

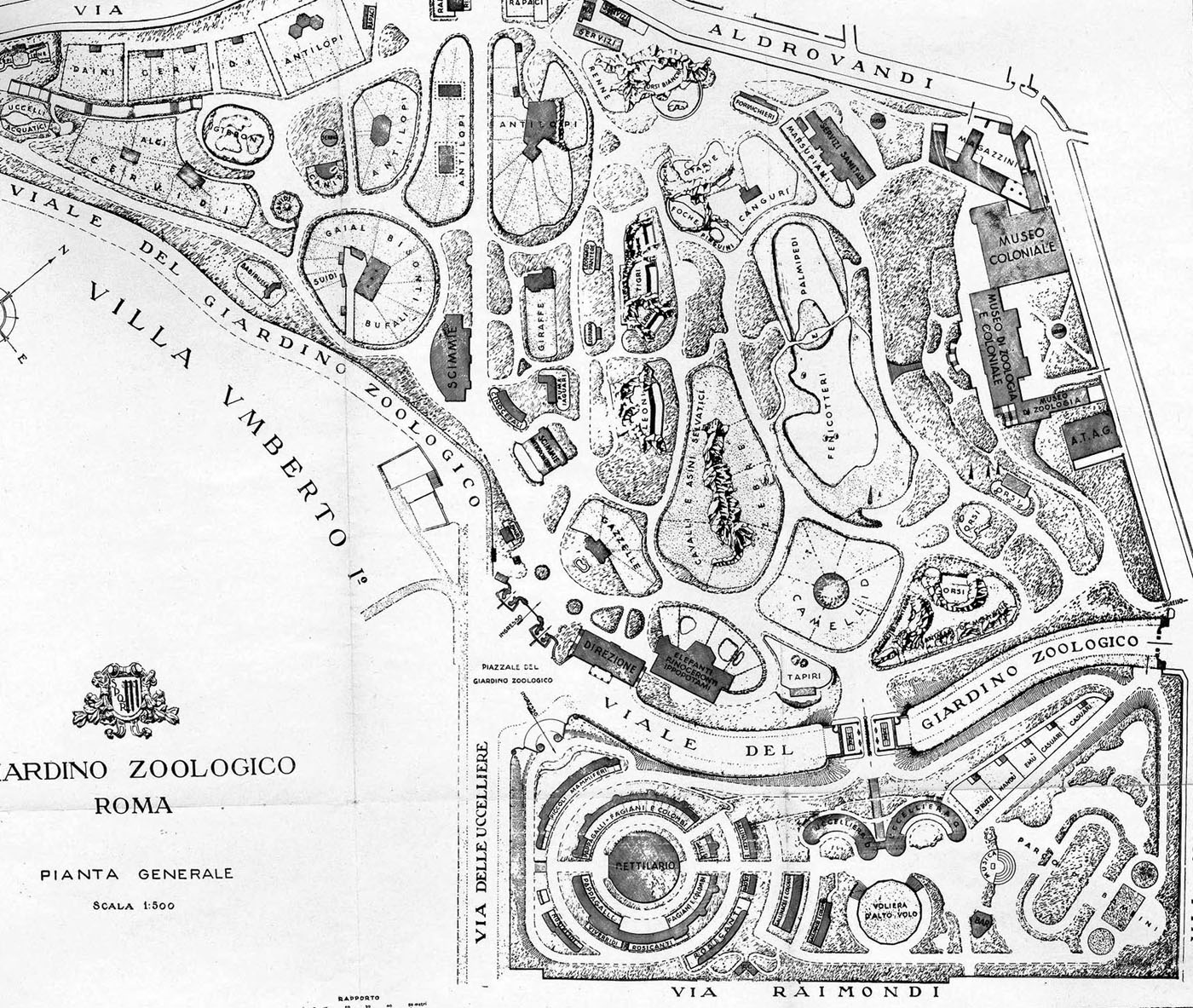
Il progetto definitivo del 1933 realizzato

A partire dal 1938 era previsto lo svolgimento di alcuni ulteriori interventi di ampliamento, con la realizzazione di un nuovo recinto per pachidermi ed un ampio acquario, in vista dell'Esposizione universale del 1942 ma i lavori non furono mai iniziati a causa dello scoppiare della seconda guerra mondiale.

### Dopo la seconda guerra mondiale
Sia negli anni di guerra che nel dopoguerra il giardino zoologico trascorse un periodo piuttosto difficile, culminato nel 1949 con l'abbattimento di tutti i ruminanti causato dal diffondersi di un'epidemia di peste bovina.
Alla morte del direttore Lamberto Crudi nel 1953, gli succedette Ermanno Bronzini, già biologo dello zoo dal 1937, e sotto la sua direzione, durata fino al 1978, furono avviati numerosi restauri e la ricostruzione di alcuni recinti, tra cui quello dei pachidermi, oltre che la costruzione del nuovo villaggio delle scimmie. Tra il 1974 e il 1983, a causa delle sue condizioni precarie, fu necessaria anche la chiusura del rettilario. Malgrado le tante difficoltà, il Giardino Zoologico ottenne diversi successi riproduttivi con specie rare o minacciate, come l'elefante asiatico (di cui si sperimentò per la prima volta l'allattamento artificiale), il tapiro malese, l'orango, il licaone, il gorilla e il rinoceronte nero solo per citarne alcuni.
Nel 1994 l'amministrazione comunale deliberò la trasformazione da "semplice" giardino zoologico a bioparco, con l'obiettivo di porre una maggiore attenzione sull'attività scientifica a carattere conservativo e educativo; contestualmente si rese necessaria l'individuazione di partner privati al fine di frenare le continue perdite economiche. Nel passaggio da giardino zoologico a bioparco, alcuni animali sono stati trasferiti per ampliare le aree di quelli rimasti, tra cui i gorilla, trasferiti nello zoo di Bristol nel 2000, (fonte * La storia del giardino zoologico in foto, su giardinozoologicodiroma.it.  )  e l'ultimo esemplare di rinoceronte nero e di elefante africano rimasti nella struttura romana. Tra gli animali presenti in passato, un'aquila delle scimmie dal 1934 al 1975, un rinoceronte indiano, il cervo di padre David (fonte, * La storia del giardino zoologico in foto, su giardinozoologicodiroma.it.) 
Il 12 settembre 1997 si arrivò quindi alla costituzione della Bioparco S.p.A., controllata dal comune di Roma (51%) e con due soci privati: Costa Edutainment (39%) e Cecchi Gori Holding (10%) dell'imprenditore Vittorio Cecchi Gori. Successivamente nel 2004 la società è stata trasformata in fondazione.

## Descrizione

### Governance
Il Bioparco è gestito dalla Fondazione Bioparco di Roma, fondazione nata nel 2004, che gode del diritto d'uso e di godimento dell'intero complesso in comodato gratuito con l'obiettivo di promuoverne la valorizzazione. La Fondazione ha come fondatori promotori: Roma Capitale e Costa Edutainment.
Il presidente del consiglio di amministrazione della Fondazione, nominato dal sindaco di Roma, è Paola Palanza.

### Aree principali del parco

#### Area blu
L'area blu del Bioparco è la sezione che ospita i principali protagonisti della vita marina e comprende:

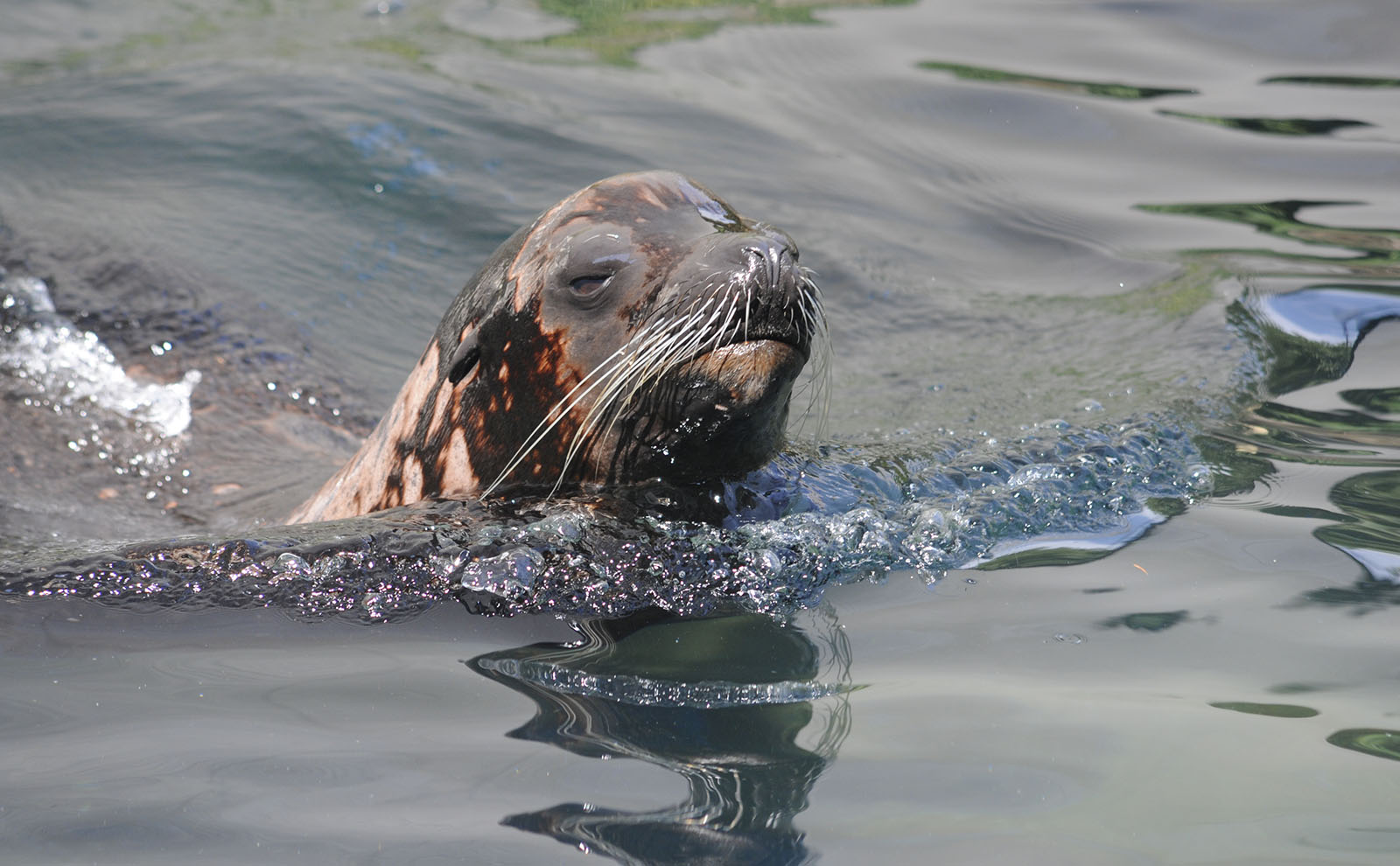
Otaria al bioparco 2023

- l'area dei pinguini del Capo, un recinto che si estende per circa 400 metri quadrati[15] ed inaugurato nel 2018 per ospitare 18 pinguini africani (Spheniscus demersus) provenienti dallo zoo di Bristol e dallo Zoom di Torino nell'ambito di un progetto per la preservazione della specie;[16]
- l'area delle foche grigie è l'habitat originale delle foche ed ospita una coppia di foche grigie (Halichoerus grypus), Paco e Agat;
- l'area delle otarie della California, inaugurata nel 2021 nell'area che ospitava in precedenza degli orsi polari e che ospita una coppia di otarie della California (Zalophus californianus): Samantha, nata nel 2017 e proveniente dal Wilhelma di Stoccarda, e Boomer, nato nel 2016 e proveniente dallo ZooParc de Beauval[17] oltre alla loro figlia Coco[18], nata nel giugno 2023.[19]

#### Area dei gufi
L'area dei gufi è composta da due voliere di 36 metri quadrati ciascuna che ospitano alcuni esemplari di gufo delle nevi (Bubo scandiacus) e gufo reale (Bubo bubo).

#### Area dei lemuri catta
L'area dei lemuri catta copre una superficie di 600 metri quadrati ed ospita tre specie di lemuri: il lemure dalla coda ad anelli (Lemur catta), dal cui nome scientifico l'area prende il nome, il lemure macaco (Eulemur macaco) e il vari rosso (Varecia rubra). Quest'area ha anche come scopo quello di sensibilizzare i visitatori sulla tutela delle specie a rischio del Madagascar.

#### Area delle scimmie più piccole del mondo
Realizzato nel 2011, l'Area delle scimmie più piccole del mondo è una struttura di 450 m² in cui sono ospitate alcune specie di scimmie del Nuovo Mondo di piccole dimensioni. Nell'area si sviluppa un percorso educativo di oltre 100 m². L'area è stata realizzata grazie al contributo del Ministero dell'ambiente e della tutela del territorio e del mare, che appoggia il parco nella campagna contro il commercio illegale di fauna e flora, che reca danno anche alle popolazioni selvatiche di questi animali.

#### Area dei leoni asiatici
La nuova area dei leoni asiatici fa parte della sezione asiatica del parco, e sorge sulla vecchia area dei leoni, realizzata da Carl Hagenbeck nel 1911, venendo completamente restaurata ed inaugurata nel 2001. Il recinto originale di Hagenbeck è stato ampliato di quattro volte, eliminando il fossato, e aggiungendo un palmizio decorativo. Le aree di servizio con i ricoveri interni per i leoni sono state ristrutturate e munite di un'area esterna non visibile al pubblico per garantire la privacy degli animali. Durante il restauro sono state recuperate anche le rocce a gradoni del vecchio recinto. Gli animali sono facilmente visibili attraverso due grandi vetrate, inserite tra le rocce della recinzione. Il parco ospita una singola coppia di leoni asiatici, la femmina Sajani, nata nel 2013 nello zoo di Magdeburgo, e il giovane maschio Ravi, nato nel 2016 presso lo zoo di Planckendal. Nell'estate 2020, il parco ha assistito alla prima nascita di leoni asiatici nella storia della struttura, due cucciole a cui è stato dato il nome Naisha e Aasha, a seguito di un sondaggio indetto dal parco. Purtroppo, nel febbraio 2021, la piccola Aasha è morta a seguito di una rara patologia dovuta ad una malformazione alla base del cranio, un difetto congenito diffuso tra i leoni asiatici di tutto il mondo, probabilmente associato alla forte consanguineità esistente in questa specie.

#### Area degli oranghi
L'area dedicata agli oranghi, inaugurata nel 2014, è caratterizzata da un ampio spazio esterno di 320 m², con un'altezza di 6 metri, e una cubatura di 1.600 m^3. L'area esterna è collegata a quella interna attraverso un passaggio aereo di 14 metri; inoltre una grande vetrata di 15 metri permette ai visitatori di avvicinarsi agli animali. All'interno della loro area, gli oranghi hanno a disposizione alberi, tronchi, corde e piattaforme in legno per muoversi e arrampicarsi. Il Bioparco di Roma è l'unica struttura italiana ad ospitare gli oranghi. I tre esemplari ospitati, la femmina adulta Petronilla e le figlie Zoe e Martina, di cui l'ultima è deceduta a giugno 2023, erano degli ibridi tra l'orango del Borneo e l'orango di Sumatra, per questo il bioparco non ha potuto inserirli in un programma di riproduzione.

#### Area dei rinoceronti bianchi

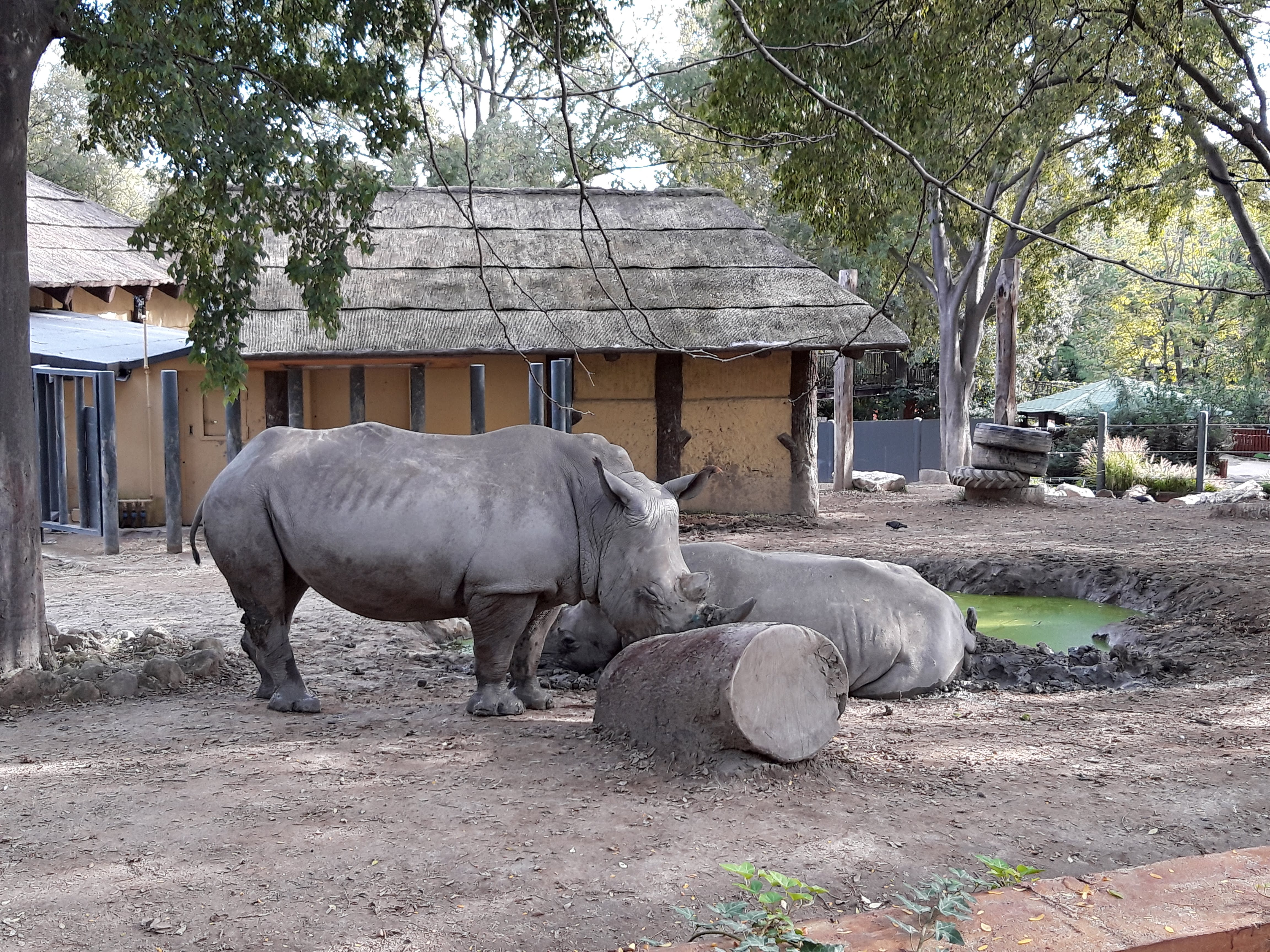
Kibo e Thomas, nella loro nuova area dei rinoceronti bianchi

La nuova area dei rinoceronti bianchi, inaugurata nell'ottobre 2019, si estende per circa 2.600 m² complessivi: un grande recinto circolare ottenuto riunificando le aree un tempo destinate ad altre specie, oggi ospita i giovani maschi Kibo e Thomas.

#### Area delle tigri di Sumatra
La nuova area delle tigri di Sumatra, inaugurata il 25 giugno 2015, si estende per circa 1.000 m² complessivi, compresi i ricoveri interni, superficie raddoppiata rispetto all'originaria area realizzata ai primi del 900 dall'architetto Carl Hagenbeck. La nuova area riproduce quanto più possibile l'habitat naturale di questo felino. L'area è arricchita da un'ampia sezione educativa ludico-didattica. Il Bioparco di Roma è l'unica struttura italiana ad ospitare questa sottospecie, inserito in un programma EEP che contribuisce alla riproduzione in cattività di questi animali. La nascita di un cucciolo è stata annunciata a gennaio 2024. Quest'area forma una 'sezione asiatica' con altri reparti ed habitat che ospitano altri animali asiatici.

#### Casa delle giraffe

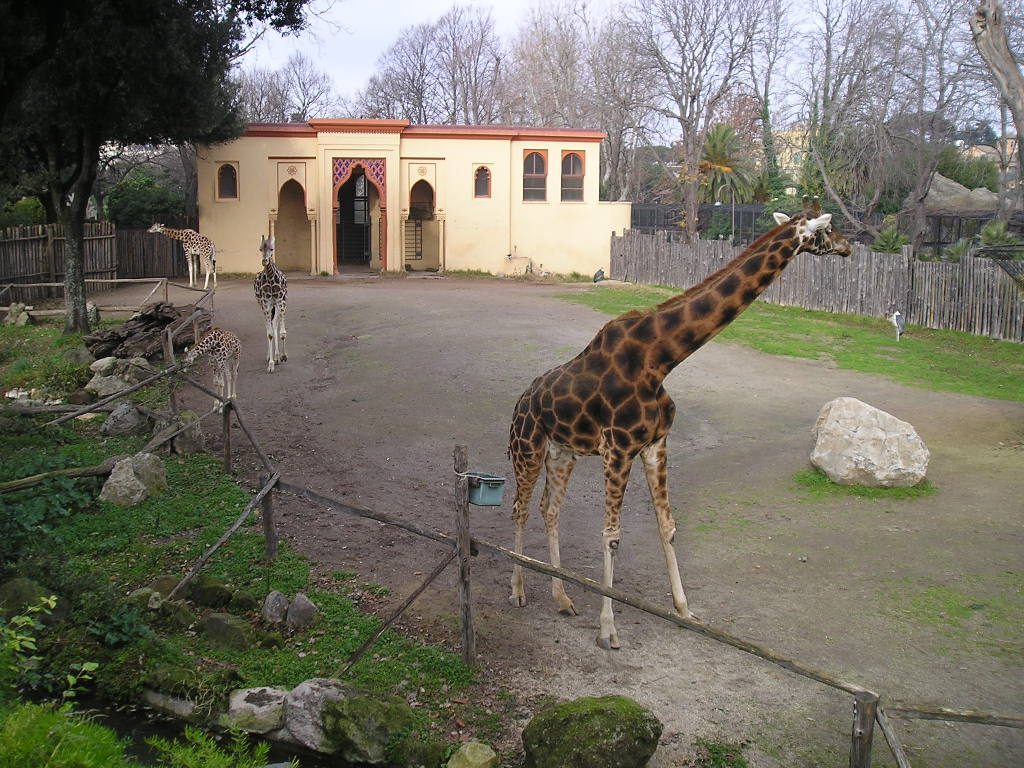
Casa delle Giraffe

La Casa delle giraffe è un ampio recinto di 1700 metri quadrati che prende il nome dal ricovero delle giraffe, presente sin dall'inaugurazione del giardino zoologico e ristrutturato nel 1926 in stile moresco. Fino agli anni '70 il ricovero delle giraffe era dotato di una doppia cupola in metallo verde smeraldo, poi smantellata, mentre nel corso degli ultimi anni '90 è stato restaurato ed ampliato.
Lo spazio ospita tre esemplari di giraffa reticolata (Giraffa camelopardalis reticulata): Magoma, che è un maschio nato nel 2011 presso il Giardino zoologico di Colonia, e le sorelle Dalia e Acacia, nate nel 2012 e nel 2013 presso lo zoo di Copenaghen e consegnate al Bioparco nel 2016.

#### Exhibit dei draghi di Komodo
L'exhibit dei draghi di Komodo si trova all'esterno del Rettilario ed ospita, in una superficie di 210 metri quadrati, due esemplari maschi di drago di Komodo (Varanus komodoensis): Indah e Richard, quest'ultimo nato insieme ad Ivan presso lo zoo di Los Angeles ed inserito in un apposito programma europeo per le specie minacciate; Ivan nel 2022 è stato protagonista di uno scambio col Parco Natura Viva di Bussolengo (che ha portato Indah al Bioparco) con l'obiettivo di formare le uniche due coppie di drago di Komodo presenti in Italia per favorirne la riproduzione.

#### Grande voliera

La grande voliera (1932)

La Grande voliera è stata progettata da Raffaele De Vico e realizzata nel 1935 in acciaio inossidabile con una forma geodetica. La voliera ha un diametro di 30,4 metri, una circonferenza di 95,4 metri ed un'altezza di 21,5 metri con una superficie complessiva della cupora pari a 1600 metri quadrati ed un volume complessivo di 14900 metri cubi.
Fra le specie di uccelli presenti nella voliera, che riproduce un ambiente umido, vi sono: la cicogna bianca (Ciconia ciconia), la gru coronata grigia (Balearica regulorum), l'ibis sacro (Threskiornis aethiopicus), il pellicano bianco (Pelecanus onocrotalus), il pollo sultano (Porphyrio porphyrio) e la spatola rosata (Platalea ajaja).

#### Oasi del lago
L'Oasi del lago è un'area verde con una superficie complessiva di 1200 metri quadrati che prende il nome da un laghetto artificiale con annessa area pic-nic e area giochi all'aperto. Essa ospita il teatro del Pinguino, uno spazio di 180 metri quadrati ricavato nell'ex pinguinario e adibito ad attività ludico-didattiche, e il cosiddetto Cappello del prete, una struttura semicircolare realizzata dall'architetto Raffaele De Vico, oltre che la cosiddetta Arca della conservazione, un immenso barcone con scivoli, pedane, altalene, pertiche e corde realizzato utilizzando le vecchie gabbie delle linci.
Il laghetto artificiale ospita diverse specie di uccelli acquatici tra cui i fenicotteri rosa (Phoenicopterus roseus) e le oche selvatiche (Anser anser).

#### Rettilario
Il Rettilario è stato progettato dall'architetto Raffaele De Vico e realizzato tra il 1933 e il 1935, con restauri tra il 1974 e il 1983, nel 2004 e nel 2009. Si articola su tre livelli con un'area complessiva coperta di 4000 metri quadrati ed ospita numerosi rettili, anfibi e invertebrati di cui gran parte provenienti da sequestri e confische operati dalle forze dell'ordine.
All'interno del Rettilario è stata realizzata nel 2023 un'ampia teca di circa 20 metri quadrati per un esemplare femmina di anaconda verde (Eunectes murinus), nata nel 2008 presso lo zoo di Chester e arrivata al Bioparco nel 2010.

#### Valle degli orsi
La Valle degli orsi è un'ampia area esterna con cascata e laghetto interni che riproducono il tipico habitat degli orsi.
Ospita in totale quattro orsi bruni (Ursus arctos): Kuma, ritrovato nel 2022 in cima ad un albero a Gorizia poiché abbandonato dalla mamma in quanto affetto da una grave insufficienza renale, Mary, Gianni e Sam, questi ultimi tre sequestrati in Albania nel 2018.

#### Villaggio degli scimpanzé
Il Villaggio degli scimpanzé è un'area dedicata ai suddetti primati situata nell'ala destra del parco. L'area è stata inaugurata nel 2001, e ha visto la creazione di un ambiente polifunzionale, di circa 2450 m², ubicato tra il Rettilario e la Grande Voliera. La nuova area degli scimpanzé è composta da un'area all'aperto, arricchita con alberi naturali, tronchi, pedane, liane e corde, oltre ad una piccola cascata e da un ruscello per un maggiore impatto visivo. Il ricovero notturno è costituito da una struttura di 270 m². Gli animali sono visibili tramite delle ampie vetrate. Il parco ospita un gruppo di quattro individui, il maschio Bingo e le femmine Edy, Susy e Pippy, quest'ultima arrivata al parco nel 2004 dallo zoo di Pistoia.

### Altre aree del parco

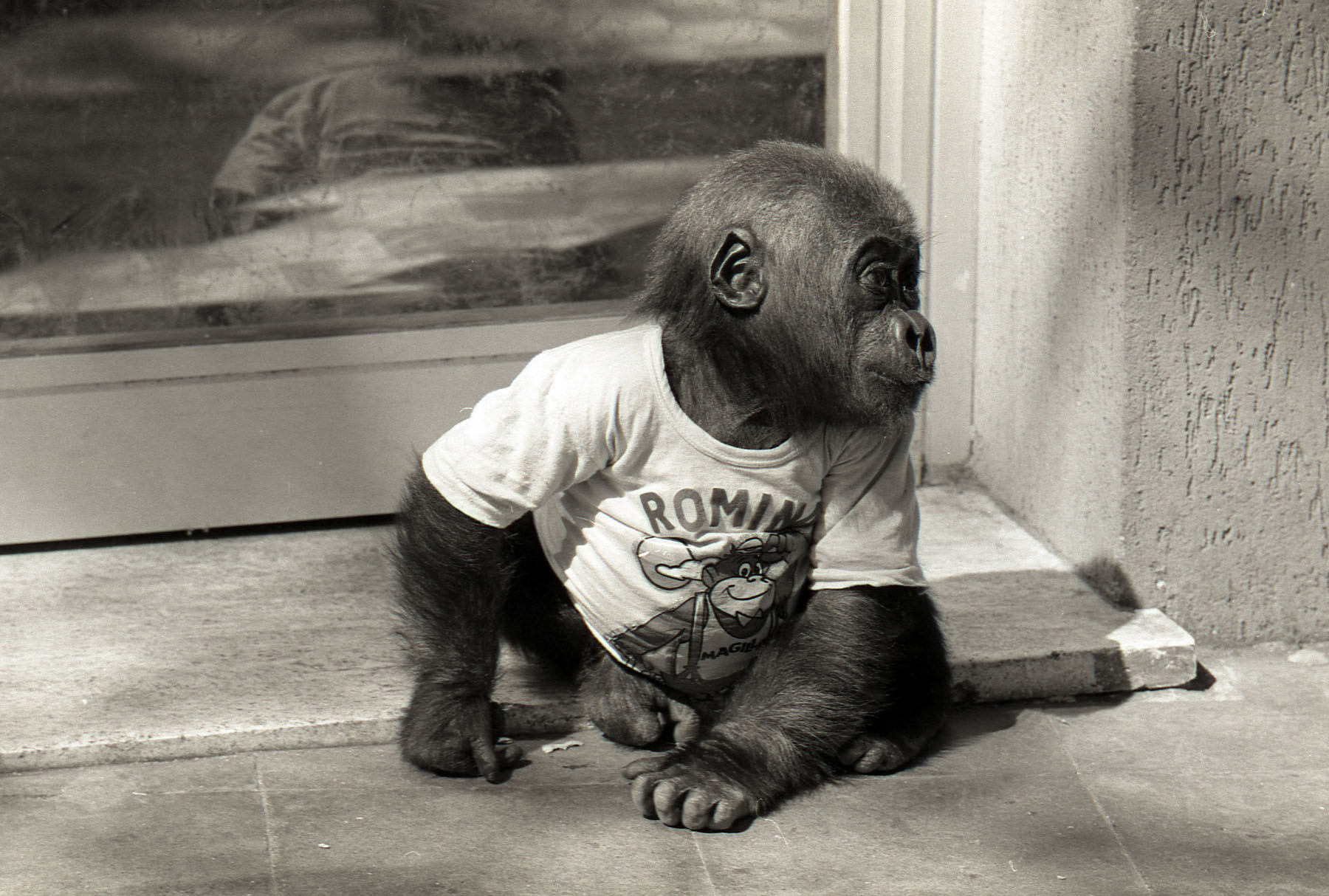
Romina la gorillina nata nello Zoo nel 1980

#### Centro primati ISTC-CNR
Nel perimetro del parco è presente il Centro primati dell'Istituto di scienze e tecnologie della cognizione (ISTC) del Consiglio Nazionale delle Ricerche (CNR), che su un'area complessiva di 820 metri quadrati ospita recenti esterni, visibili ai visitatori, e ricoveri interni.
Il Centro primati ospita una ventina di cebi dai cornetti (Sapajus apella).

#### Centro recupero fauna selvatica LIPU
Il Centro recupero fauna selvatica (CRFS) è uno dei centri recupero gestiti dalla Lega Italiana Protezione Uccelli (LIPU) che si occupa di prestare soccorso agli animali selvatici in difficoltà.

## Progetti di conservazione
Durante la sua storia centenaria, il Bioparco di Roma ha subito drastici cambiamenti passando da semplice centro di esposizione per specie esotiche a promotore attivo della conservazione della biodiversità attraverso la conservazione delle specie minacciate, l'educazione ambientale, la ricerca scientifica e la collaborazione con altre strutture zoologiche per la salvaguardia delle specie in via d'estinzione, come da protocollo per tutti i giardini zoologici che aderiscono all'EAZA (Unione Europea Zoo e Acquari) e alla WAZA (Unione Mondiale Zoo e Acquari).
I progetti di conservazione del Bioparco vengono effettuate tramite progetti in natura, in situ, come la donazione di fondi ai progetti di conservazione del rinoceronte bianco, dei lemuri del Madagascar, del drago di Komodo e per le tigri di Sumatra, e tramite progetti al di fuori dell'ambiente naturale, ex situ. Queste comprendono diversi programmi di riproduzione in cattività e rilascio in natura, specialmente per alcune specie endemiche italiane. Dal 2009, il Bioparco coordina il progetto di conservazione ex situ ed in situ del tritone sardo. Nell'ottobre 2019, sono stati rilasciati in natura 30 individui nati presso i laboratori di stabulazione del Bioparco. Dal 2012, è stata avviata un programma di allevamento e rilascio in natura della popolazione laziale dell'ululone appenninico all'interno della riserva naturale Monte Navegna-Cervia, in cui si registravano meno di 100 individui. Nel 2017, il Bioparco ha iniziato la stabulazione di un piccolo gruppo di lucertole delle Eolie provenienti dall'isola di Vulcano, al fine di valutarne l'efficacia riproduttiva in cattività. Infine, presso il rettilario, in collaborazione con l'EEP, si sta attuando un progetto di riproduzione e reintroduzione della tartaruga egiziana in Libia. Il 21 maggio 2007 l'impegno dei curatori del progetto ha riportato un indiscutibile successo riuscendo a riprodurre in cattività dieci esemplari di questa testuggine dalla complessa ecoetologia.
Il Bioparco propone anche delle campagne EAZA, delle campagne di sensibilizzazione e raccolta fondi promosse dall'Unione Europea di Zoo e Acquari. A queste campagne aderiscono ogni anno anche altre strutture zoologiche membri dell'EAZA permettendo il raggiungimento di una cifra economicamente importante da destinare ai progetti in situ.

## Trasporti
Il Bioparco è raggiungibile con due linee tranviarie (3 e 19) e alcune linee autobus urbane. 
| È raggiungibile dalla fermata Bioparco | del tram 3 |

| È raggiungibile dalla fermata Bioparco | del tram 19 |